# Tina Strobos

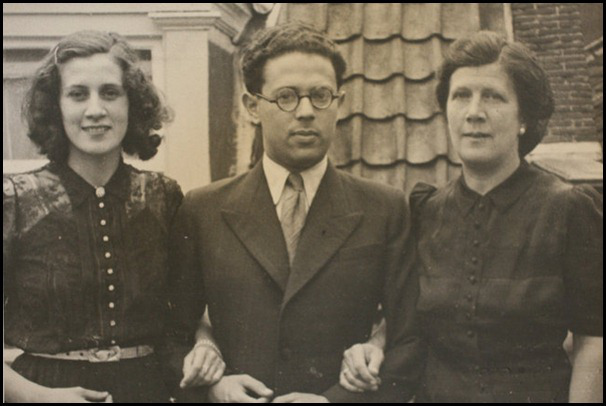
Tina Strobos, ihr Verlobter Abraham Pais und ihre Mutter Marie Schotte, um 1941

Tina Strobos (* 19. Mai 1920 als Tineke Buchter in Amsterdam, Niederlande; † 27. Februar 2012 in Rye, Staat New York, USA) war eine niederländisch-amerikanische Medizinerin, Psychiaterin und Widerstandskämpferin. Während des Zweiten Weltkriegs retteten sie und ihre Mutter über hundert Juden, indem sie sie in ihrem Haus in Amsterdam versteckten und in andere Regionen brachten.

## Leben und Werk

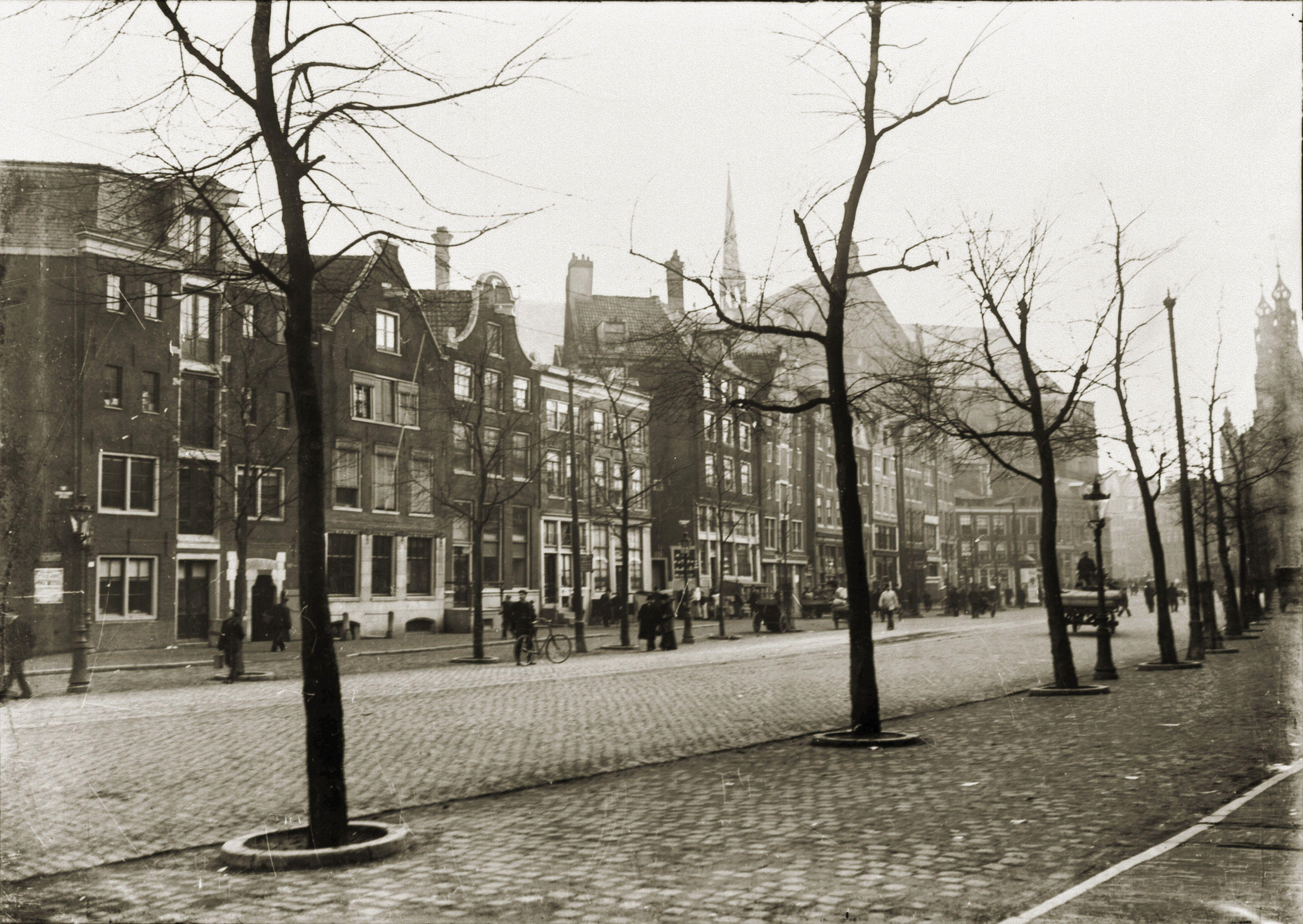
Die Amsterdamer Straße Nieuwezijds Voorburgwal, in der sich Strobos‘ Haus befand (Foto um 1906–1910)

Strobos wurde als Tineke Buchter als Einzelkind des Immobilienunternehmers Alphonsus Maria Buchter und der Marie Schotte geboren. Sie wuchs in Köln auf und ab ihrem fünften Lebensjahr in Amsterdam. Ihr Elternhaus am Nieuwezijds Voorburgwal (Nr. 282, heute Betty Asfalt Complex) diente als Pension für Internatsschüler, darunter in den 1930er Jahren für viele Flüchtlinge aus Deutschland. Es war auch ein Zentrum für Intellektuelle und Künstler aus dem Freundeskreis ihrer Mutter. Nach der Scheidung ihrer Eltern im Jahr 1936 lebte sie weiter bei ihrer Mutter in der Pension am Nieuwezijds Voorburgwal. Erst elf Jahre später erfuhr sie, dass ein russischer Geschäftsmann aus Uljanowsk ihr leiblicher Vater war. Ihre Großmutter hatte sich Ende des 19. Jahrhunderts in der Arbeiterbewegung  engagiert und ihre Mutter hatte bereits während des Ersten Weltkriegs Flüchtlinge untergebracht.
Strobos besuchte die Montessori-Grundschule und 1932 das Montessori-Lyzeum. Nach ihrem Abschluss am Barlaeus-Gymnasium und studierte sie ab 1939 Medizin an der Universiteit van Amsterdam. Sie wurde im Jahr 1940 Mitglied der Mädchenverbindung Arktos und war bis 1943 mit dem späteren Physiker Abraham Pais verlobt. Als die Nationalsozialisten im Jahr 1940 in Holland einmarschierten, forderten sie die Universitätsstudenten auf, Treueeide gegenüber Hitler zu unterzeichnen. Strobos weigerte sich zu unterschreiben. Aufgrund der Weigerung von ihr und ihren Mitstudenten schlossen die Nationalsozialisten die medizinische Fakultät. Die Studenten schlossen sich daraufhin dem Niederländischen Widerstand an.

## Widerstandskämpferin
Während des Krieges half sie gemeinsam mit ihrer Großmutter und ihrer Mutter untergetauchten Juden, darunter ihrer Freundin Tirtsah van Amerongen und dem Gewerkschafter Henri Polak. Gemeinsam mit ihrer Mutter und Großmutter versteckte sie mehr als 100 Juden vor den Nationalsozialisten, wobei sie jeweils vier oder fünf in ihrer Pension am Nieuwezijds Voorburgwal unterbrachte. Ein befreundeter Zimmermann baute auf dem Dachboden ein Versteck, und obwohl die Gestapo das Haus achtmal durchsuchte, fand sie nie die dort verborgenen Juden. Sie und ihre Mutter installierten außerdem eine Warnglocke, die über plötzliche Razzien der Gestapo informierte. Wenn sie keine Zeit hatten, sich zu verstecken, flüchteten die Menschen durch das Dachbodenfenster in das Nachbargebäude. Strobos beherbergte jüdische Flüchtlinge nur vorübergehend, bis diese sich aufs Land oder nach Spanien oder in die Schweiz in Sicherheit bringen konnten. Sie half nicht nur den Menschen in ihrem Zuhause, sondern auch Untergetauchten, indem sie diese Menschen zu sicheren Verstecken transportierte. Sie besuchte viele von ihnen regelmäßig mit dem Fahrrad, um sie mit Lebensmitteln, Büchern, Radios, Waffen und anderen Dingen zu versorgen, die sie zum Überleben im Versteck brauchten. Strobos stahl und fälschte Lebensmittelmarken und Personalausweise, richtete Verstecke ein, radelte zu Untergetauchten und erreichte es, verhaftete Freunde bei der Gestapo freizusprechen. Für die Widerstandsgruppe von Johan Brouwer war sie im Jahr 1942 für kurze Zeit als Kurierin tätig.
Im Laufe des Krieges wurde sie neunmal von der Gestapo verhaftet und verhört. Während dieser Verhöre wurde sie einmal gegen eine Wand geworfen, einmal wurde sie bewusstlos geschlagen. Sie verriet nie den Aufenthaltsort derer, die sie versteckte.

## Psychiaterin in den USA
Strobos erhielt 1946 einen Abschluss in Medizin von der Universität Amsterdam und heiratete Robert Strobos, mit dem sie drei Kinder bekam. 1949 verließen sie und ihr Mann die Niederlande. Sie studierte in London Psychiatrie bei Anna Freud, der Tochter des Psychoanalytikers Sigmund Freud, deren Familie nach dem Anschluss Österreichs an das nationalsozialistische Deutsche Reich nach England geflohen war. Strobos wanderte 1951 in die Vereinigten Staaten aus. Sie zog nach New York, um am Westchester Medical Center in Valhalla (New York) eine Facharztausbildung in Psychiatrie und Neurologie zu absolvieren. Sie wurde US-amerikanische Staatsbürgerin und praktizierte bis zu ihrem 89. Lebensjahr als Psychiaterin in New York.
Drei Jahre nach ihrer Scheidung von Robert Strobos heiratete sie 1967 den Ökonomen Walter Chudson. Ihre Teilnahme an einer Studie über jüdische Helfer an der Humboldt State University in Kalifornien im Jahr 1985 war der Beginn einer Reihe von Interviews und Vorträgen über ihre Kriegserlebnisse. Am 24. März 1990, im Alter von 70 Jahren, wurde ihr der Yad Vashem Award und 2009 der Courage to Care Award des Holocaust and Human Rights Education Center (HHREC) verliehen.
Strobos starb im Alter von 91 Jahren in ihrem Haus in Rye.
Da das Institut für Kriegs-, Holocaust- und Genozidstudien NIOD nur wenige Unterlagen über ihre Widerstandsarbeit hatte, hatte sie keinen Anspruch auf eine königliche Auszeichnung.

## Ehrungen

Eine vereinfachte Vektorversion der Medaille, die den Gerechten unter den Völkern verliehen wurde.
Aufschrift: „Wer ein Menschenleben rettet, rettet die ganze Welt“

- 1989: Anerkennung von Yad Vashem als Gerechte unter den Völkern[6]
- 1998: Elizabeth Blackwell Medal
- 2009: Courage to Care Award des Holocaust and Human Rights Education Center (HHREC)